# 七主宮
七主宮，是位於臺灣嘉義縣太保市安仁里、嘉義縣立棒球場旁的廟宇。

## 沿革
本宮初建於民國四零年代，建廟之初本地荒煙漫草村民稱此地為後厝仔溝，廟前深溝河水匯集往南注入荷包嶼溪，時任於台灣糖業公司農場監督洪烘爐、林寬等人，受地理師建議將此地古井內拾獲之骨骸與鄰近周圍散落遺骨集中，經東勢寮城隍爺指示應建廟供人參拜。眾人集資興建於農曆六月二十五日落成，信眾復請城隍爺於廟前，以手轎扶鸞請示神意，指稱廟名為七主宮。以上為洪瑞源口述本宮初建的由來，未久神威至靈，東勢寮村人蔡石獅有感神恩，始雕王爺金身一尊敬獻，這是七主宮開基廟發展的經過。
民國80年嘉義縣政府搬遷至太保市安仁里及朴子市大葛里交界，政府開發本地始成為嘉義縣首善之區，七主宮得嘉義縣政府編定2615平方米規劃為寺廟用地，經縣長李雅景大德及十方信眾地方人士等多人發起修建築，復由王爺指示廟體四角尺寸正殿及左右偏殿等面積宜再增長，眾人皆依旨議集信眾醵資籌建於乙亥年動工，採南式建築形式興建，工程歷經5年，於己卯年葭月落成入火安座，廟貌宏大氣勢雄偉，重建主任委員吳景峯及第一屆管理委員會功績卓著功不可沒。
七主宮位縣治中心，已成信眾祈安賜福，教化心靈，精神信仰寄託之所在，有善信徒茹素半月焚香祝禱擲茭請示，王爺指點緣由:嘉慶十四年春夏季官兵在此遇伏，朝天宮誌雲 嘉慶九年(西元1804年)以後，臺灣近海因海盜蔡牽不時出入侵擾而不安。笨港附近大、小槺榔山賊俱起，笨港民眾多受騷擾苛派米糧，致百業蕭條。浙閩水師提督李長庚舟師追擊蔡牽，蔡始逸去。嘉慶十三年李長庚中礮身亡。清廷命原澎湖副將捕授福建福寧總兵王得祿提督浙閩水師。十四年，蔡牽投海自斃，海寇悉平，而山賊亦皆伏誅。安仁里世居本地長者，於兒時亦聽聞父祖輩說曾有清朝官兵在此遇埋伏，感懷護佑保家衛國，王爺領旨救世濟民、度化眾生、心誠則靈，擲茭請示王爺莫不靈驗，祈求神麻廣被、護佑黎民，方有建廟之擘劃。
七主宮第三屆管理委員會 楊修福 恭撰 中華民國109年歲次庚子(公元2020)正月吉旦
此廟所在地原是墳場，1953年當地安仁里民郭水伏隨父親前往開墾，集中骨骸，以茅草屋作為萬善爺廟祭拜。縣府官員黃恩惠表示，依地方的說法，七主宮眾屍骨的由來有多種不同版本，包括明末抗拒荷蘭人的草莽英雄、被王得祿所殲滅的草莽聚落等，不過均無法證實。此廟逐漸成為太保安仁里一帶民眾的信仰中心，之後東勢寮東安宮封主祀為「七主爺」，以感念當時協助處理先人遺骨的七戶人家。
1987年廟再改建，香火逐漸鼎盛，經常舉行繞境祈福活動。1991年嘉義縣治從嘉義市遷建到太保後，嘉義縣政府曾有意覓地遷移七主宮，遭廟方反對。縣府為舉辦1997年臺灣區運動會時，該廟所在地被規劃為體育場用地。
為了化解反對聲音，嘉義縣長李雅景與耆老屢經商議，由縣政府規劃成合法寺廟，並請東石鄉笨港口港口宮協助將神封為「七主公」。在縣府主導下，籌組管理委員會募款辦理擴建，以縣議員吳景峰出任主任委員、縣府會計室主任黃恩惠擔任副主委。李雅景及黃恩惠還號召募款，1997年以2000多萬元原地改建，吳景峰任第一任管理員。1999年12月30日舉行安座開光大典，縣長李雅景、議長董象、副議長侯清河、警察局長王文忠、財政局長簡世明、主計主任黃恩惠及文化中心主任許有仁等人參與。
吳景峰去世後，由黃恩惠主事，地方有希望成立管理委員會的聲浪。

## 祭祀
主祀供奉七主王爺（七主公）、陪祀關聖帝君、觀世音菩薩、土地公、註生娘娘、三太子、月下老人、太歲神君。七主王爺誕辰時，嘉義縣地方官員也會參與，如2001年8月14日（農曆六月廿五）當日誕辰。還旁祀「九龍」及「九鳳」，分別代表天兵天將、仙女，為一般廟宇少見。
台灣職棒大聯盟成立時，曾計畫在1997年2月26日在雲嘉南舉辦遊行作宣傳，沿途規劃參拜此廟、朴子配天宮、新港奉天宮、北港媽祖廟，及嘉義城隍廟。當時台灣大聯盟比賽流行「神明贏球說」，球迷在比賽時會將神像請出助陣，祈求贏球。以嘉義為主場的嘉南勇士還將七主王爺和三太子當守護神。一次縣長李雅景曾表示有七主爺保祐嘉義縣立棒球場，所以雨通常只是過境，若真要下，不是球賽結束後，不然就是賽前兩小時下。中華職業棒球大聯盟球團到嘉義縣立棒球場集訓時，也會來旁邊的此廟祭拜，如兄弟象、興農牛。

## 文化資產
農曆本宮神聖（誕辰）千秋日
| 名稱     | 日期         |
| -------- | ------------ |
| 濟公活佛 | 二月二日     |
| 觀音菩薩 | 二月十九日   |
| 註生娘娘 | 三月二十日   |
| 侯千歲   | 五月五日     |
| 虎爺公   | 六月六日     |
| 關聖帝君 | 六月二十四日 |
| 七主千歲 | 六月二十五日 |
| 福德正神 | 八月十五日   |
| 月下老人 | 八月十五日   |
| 太子爺   | 九月九日     |
| 十二元帥 | 十二月十日   |